# Guvernul Florin Cîțu
Guvernul Florin Cîțu a guvernat România începând cu 23 decembrie 2020 și până la 25 noiembrie 2021. Acesta a fost format în urma alegerilor parlamentare din același an. Guvernul Cîțu a fost demis prin moțiune de cenzură pe 5 octombrie 2021 cu 281 de voturi „pentru” și 0 voturi „împotrivă” dintre cele 281 de voturi exprimate și a rămas în funcție cu atribuții limitate până la investirea noului Guvern Ciucă.
Guvernul a avut următoarea componență:
| Minister                                                    | Nume                              | Partid      | În funcție din    | Până la            |
| ----------------------------------------------------------- | --------------------------------- | ----------- | ----------------- | ------------------ |
| Prim-ministru                                               | Florin Cîțu                       | PNL         | 23 decembrie 2020 | 25 noiembrie 2021  |
| Viceprim-ministru                                           | Dan Barna                         | USR         | 23 decembrie 2020 | 7 septembrie 2021  |
| Viceprim-ministru                                           | Hunor Kelemen                     | UDMR        | 23 decembrie 2020 | 25 noiembrie 2021  |
| Ministrul Afacerilor Externe                                | Bogdan Aurescu                    | Independent | 23 decembrie 2020 | 25 noiembrie 2021  |
| Ministrul Afacerilor Interne                                | Lucian Bode                       | PNL         | 23 decembrie 2020 | 25 noiembrie 2021  |
| Ministrul Agriculturii și Dezvoltării Rurale                | Adrian Oros                       | PNL         | 23 decembrie 2020 | 28 septembrie 2021 |
| Ministrul Apărării Naționale                                | Nicolae Ciucă                     | PNL         | 23 decembrie 2020 | 25 noiembrie 2021  |
| Ministrul Cercetării, Inovării și Digitalizării             | Ciprian Teleman                   | USR         | 23 decembrie 2020 | 7 septembrie 2021  |
| Ministrul Cercetării, Inovării și Digitalizării             | Barna Tánczos (interimar)         | UDMR        | 8 septembrie 2021 | 25 noiembrie 2021  |
| Ministrul Culturii                                          | Bogdan Gheorghiu                  | PNL         | 23 decembrie 2020 | 25 noiembrie 2021  |
| Ministrul Dezvoltării, Lucrărilor Publice și Administrației | Attila Cseke                      | UDMR        | 23 decembrie 2020 | 25 noiembrie 2021  |
| Ministrul Economiei, Antreprenoriatului și Turismului       | Claudiu Năsui                     | USR         | 23 decembrie 2020 | 8 septembrie 2021  |
| Ministrul Economiei, Antreprenoriatului și Turismului       | Virgil-Daniel Popescu (interimar) | PNL         | 8 septembrie 2021 | 25 noiembrie 2021  |
| Ministrul Educației                                         | Sorin Cîmpeanu                    | PNL         | 23 decembrie 2020 | 25 noiembrie 2021  |
| Ministrul Energiei                                          | Virgil Popescu                    | PNL         | 23 decembrie 2020 | 25 noiembrie 2021  |
| Ministrul Finanțelor Publice                                | Alexandru Nazare                  | PNL         | 23 decembrie 2020 | 8 iulie 2021       |
| Ministrul Finanțelor Publice                                | Florin Cîțu (interimar)           | PNL         | 8 iulie 2021      | 18 august 2021     |
| Ministrul Finanțelor Publice                                | Dan Vîlceanu                      | PNL         | 18 august 2021    | 25 noiembrie 2021  |
| Ministrul Investițiilor și Proiectelor Europene             | Cristian Ghinea                   | USR         | 23 decembrie 2020 | 7 septembrie 2021  |
| Ministrul Investițiilor și Proiectelor Europene             | Florin Cîțu (interimar)           | PNL         | 8 septembrie 2021 | 25 noiembrie 2021  |
| Ministrul Justiției                                         | Stelian Ion                       | USR         | 23 decembrie 2020 | 2 septembrie 2021  |
| Ministrul Justiției                                         | Lucian Bode (interimar)           | PNL         | 2 septembrie 2021 | 25 noiembrie 2021  |
| Ministrul Muncii și Protecției Sociale                      | Raluca Turcan                     | PNL         | 23 decembrie 2020 | 25 noiembrie 2021  |
| Ministrul Mediului, Apelor și Pădurilor                     | Barna Tánczos                     | UDMR        | 23 decembrie 2020 | 25 noiembrie 2021  |
| Ministrul Sănătății                                         | Vlad Voiculescu                   | USR         | 23 decembrie 2020 | 14 aprilie 2021    |
| Ministrul Sănătății                                         | Florin Cîțu (interimar)           | PNL         | 14 aprilie 2021   | 21 aprilie 2021    |
| Ministrul Sănătății                                         | Ioana Mihăilă                     | USR         | 21 aprilie 2021   | 7 septembrie 2021  |
| Ministrul Sănătății                                         | Attila Cseke (interimar)          | UDMR        | 8 septembrie 2021 | 25 noiembrie 2021  |
| Ministrul Tineretului și Sportului                          | Eduard Novak                      | UDMR        | 23 decembrie 2020 | 25 noiembrie 2021  |
| Ministrul Transporturilor și Infrastructurii                | Cătălin Drulă                     | USR         | 23 decembrie 2020 | 7 septembrie 2021  |
| Ministrul Transporturilor și Infrastructurii                | Dan Vîlceanu (interimar)          | PNL         | 8 septembrie 2021 | 25 noiembrie 2021  |

## Istoric
După alegerile legislative din 2020, președintele Klaus Iohannis a anunțat posibilitatea formării unui guvern de centru-dreapta, referindu-se la trei formațiuni politice (PNL, USR-PLUS și UDMR).
Negocierile pentru formarea majorității au fost la început dificile, întrucât USR-PLUS nu a acceptat ca Ludovic Orban să continue ca prim-ministru, și a revendicat președinția Camerei Deputaților, cu scopul de a avea influență asupra agendei legislative a Parlamentului. În cele din urmă, USR-PLUS a acceptat să cedeze președinția Camerei Deputaților, primind în schimb conducerea Senatului și alte posturi ministeriale cu putere de decizie.
Cele trei formațiuni politice și-au demonstrat majoritatea parlamentară în prima zi de activitate a noului Parlament, votând candidați comuni pentru posturile de președinți de cameră: președintele Camerei Deputaților — Ludovic Orban, de la PNL și președintele Senatului — Anca Dragu, de la USR-PLUS, pe baza acordului de guvernare semnat în aceeași zi.
Președintele a invitat din nou liderii tuturor formațiunilor politice la o nouă rundă de consultări, în data de 22 decembrie. În urma consultărilor, a fost desemnat Florin Cîțu pentru funcția de premier. În data de 23 decembrie au avut loc audierile miniștrilor și votul parlamentului pentru noul guvern. În urma acestora, toți miniștrii au primit aviz pozitiv din partea comisiilor de specialitate, iar guvernul a fost învestit cu 260 de voturi.
Pe 14 iunie 2021, s-a votat o moțiune de cenzură a PSD împotriva Cabinetului PNL-USR-PLUS-UDMR. Moțiunea a picat, fiind votată exclusiv de parlamentari PSD și AUR, adică 201 parlamentari.
Pe 8 iulie 2021, prim-ministrul Florin Cîțu a luat măsura destituirii ministrului de finanțe Alexandru Nazare, asumându-și personal funcția de ministru interimar al finanțelor. Drept motiv pentru această măsură au fost rezervele pe care Nazare le exprimase pentru achiziționarea a 120 milioane doze de vaccin anti-covid-19 în următorii 2 ani, cât și pentru alocarea a 7 miliarde lei pentru investiții la nivelul primăriilor.
Pe data de 3 septembrie 2021, USR-PLUS și AUR au depus o moțiune de cenzură împotriva Guvernului Florin Cîțu, așadar USRPLUS a intrat în Opoziție, deoarece ministrul Justiției, Stelian Ion, a fost demis de premier pe 1 septembrie. Moțiunea a fost blocată, apoi, în aceeași lună, PSD depune moțiune de cenzură proprie, care a fost votată pe 5 octombrie 2021.
Guvernul Florin Cîțu a fost demis prin moțiune de cenzură pe 5 octombrie 2021.

## Destituirea ministrului de finanțeAlexandru Nazare
În 8 iulie 2021 prim-ministrul Florin Cîțu a luat măsura destituirii ministrului de finanțe Alexandru Nazare, asumându-și personal funcția de ministru interimar al finanțelor. Drept motiv pentru această măsură au fost rezervele pe care Nazare le exprimase pentru achiziționarea a 120 milioane doze de vaccin anti-covid-19 în următorii 2 ani, cât și pentru alocarea a 7 miliarde lei pentru investiții la nivelul primăriilor.

## Politică fiscală și economică

### Bugetul de stat
Parlamentul a adoptat, în premieră, legea bugetului fără amendamente. Coaliția de guvernare a reușit să strângă 234 de voturi pentru adoptarea bugetului. Cheltuielile cresc, anvelopa salarială nu înregistrează scăderi, nu cresc impozitele și taxele, declară Alexandru Nazare, ministrul de Finanțe. PSD depune mai multe amendamente și mizează mai mult pe un buget axat pe creșteri salariale, de pensii și de alocații, decât pe investiții și reforme. 
Președintele Klaus Iohannis a promulgat în data de 8 martie legea bugetului de stat, declarând că investițiile, reformele și creșterea economică sunt pilonii pe care este construit bugetul pentru 2021.

## Creșterea datoriei publice
În timpul guvernului Florin Cîțu s-a înregistrat o explozie fără precedent a datoriei guvernamentale, acest guvern împrumutând echivalentul a 71 milioane euro/zi. În septembrie 2021 s-a ajuns la o datorie publică de 1750 euro pentru fiecare român (inclusiv copiii)

## Lupta cu pandemia COVID-19
Unul din principalele obiective ale guvernului Cîțu a fost lupta cu pandemia COVID-19. La scurt timp după instalarea acestui guvern, în 25 decembrie 2020, prima tranșă de vaccinuri anti-COVID-19 a ajuns în România. Vaccinarea împotriva COVID-19 a început în 27 decembrie 2020, concomitent cu toate țările Uniunii Europene. Premierul a declarat că „acțiunile celor care se împotrivesc vaccinării și purtării măștii sunt similare cu ale teroriștilor”.
În momentul învestirii guvernului Cîțu (23 decembrie 2020) numărul persoanelor diagnosticate cu infecție COVID-19 în România care muriseră era de 14.766. Până în 5 octombrie 2021, data răsturnării guvernului prin moțiune de cenzură, numărul persoanelor diagnosticate cu infecție COVID care muriseră ajunsese la 37.929.